# Úsov
Úsov település Csehországban, Šumperki járásban. Úsov Klopina, Police, Medlov, Stavenice, Třeština és Rohle településekkel határos. Lakosainak száma 1167 fő (2024. január 1.).

## Népesség
A település lakosságának változását az alábbi diagram mutatja:
| Lakosok száma | 2118 | 2091 | 1773 | 1053 | 1151 | 1196 | 1180 | 1183 | 1139 | 1167 |
|               | 1869 | 1890 | 1921 | 1950 | 1980 | 2001 | 2017 | 2019 | 2022 | 2024 |